# Prettach
Prettach ist ein Ort in der Obersteiermark und  Katastralgemeinde der Stadtgemeinde Leoben im Bezirk Leoben der Steiermark.

## Geographie
Prettach liegt etwa 4 Kilometer südwestlich, muraufwärts vom Leobner Stadtzentrum auf halbem Wege nach Sankt Michael am Südwestrand des Leobener Beckens.
Die Katastralgemeinde umfasst die Gebiete rechts der Mur, dazu gehören die Rotte Schladnitzdorf an der Mur, die Häuser Winkl Muraufwärts, sowie die zerstreuten Häuser Prettach  selbst, am Anfang des Schladnitzgrabens, einem kleinen Nebental des Leobener Beckens, das vom Schladnitzbach durchflossen wird. Der Ort liegt auf etwa 590 m ü. A.
Die Ortslage selbst umfasst etwa 40, die Katastralgemeinde insgesamt etwa 100 Gebäude mit grob etwa 300 Einwohnern.
Das Katastralgebiet mit etwa 750 Hektar erstreckt sich an der Mur als Grenze zwischen St. Michael und Auwald bis zum Häuselberg und im Bergland vom Prettnachberg (904 m ü. A.), einem Vorberg des Hochtratten (1114 m ü. A.), über den Prettnachgraben beim Weiermüller zum Gipfel des Schinninger (974 m ü. A.).
Nachbarorte und -katastralgemeinden:
| Winkl                                    | Leitendorf (KG) Schladnitzdorf              | Göß (KG) Sankt Erhard |
| Auwald Sankt Michael i.O. (KG, Gem.)     | Kompassrose, die auf Nachbargemeinden zeigt | Schladnitzgraben (KG) |
| Vorderlainsach (Gem. Sankt Michael i.O.) | Hinterlainsach (Gem. Sankt Michael i.O.)    |                       |

## Geschichte und Infrastruktur
Schladnitz(-dorf) ist eine Altsiedlung, die schon um 900 erwähnt ist und als -itz-Name die slawische Besiedlung des Raumes und die Siedlungskontinuität belegt. Pretich erscheint 1148 in einer Urkunde Papst Eugens als Besitz des Benediktinierinnenstiftes Göß.
Um 1572 war Prettach schon ein Amt, 1574 – als in der frühen Neuzeit jede verfügbare Energiequelle für die Kleineisenindustrie genutzt wurde – sind hier zwei Eisenhämmer genannt.
Mit der Schaffung der Steuergemeinden um 1800 wurden Prettach und Schladnitzgraben eigenständig eingerichtet. Um 1840 wird ihre Bevölkerung mit „101 männlichen und 113 weiblichen Individuen“ angegeben, Prettach selbst umfasste 13 Häuser. Zu dieser Zeit waren hier nurmehr zwei Mühlen und eine Sägemühle in Betrieb.

Zusammen mit Göß, zu dem es nach Schaffung der Ortsgemeinden 1848/49 gehört hatte, wurde es 1938 nach Leoben eingemeindet.
Vorher nur an einer wenig wichtigen Gemeindestraße nach St. Michael liegend (die alte Fernstraße, die heutige B 116, liegt am günstigeren anderen Murufer), wurde bis 1965 (Eröffnung 17. Juli) hier die B 17 erbaut, und bis 1974 (Eröffnung 13. April, Lückenschluss bei Göß erst 1987) als S 6 Semmering Schnellstraße ausgebaut.
Bisher nur minderwichtiges ländliches Umgebungsgebiet der Stadtgemeinde Leoben, soll das Areal um die Anschlussstelle Leoben-West, die im Katastralgebiet liegt, in Zukunft als Gewerbestandort ausgebaut werden. Neben der hochrangigen Straßenanbindung besteht auch ein Anschluss an den Verschubbahnhof Göß. Hier wird zwischen Schladnitzdorf und St. Erhard sukzessive der Wirtschaftspark West mit Gewerbezentrum Leoben eingerichtet, mit Fokus auf Ansiedlung technologieaffiner Unternehmen im Forschungsumfeld der Montanuniversität.
| Hzgt. Steier   | Hzgt. Steier   | Hzgt. Steier   | Hzgt. Steier   | Hzgt. Steier   | Hzgt. Steier    | Hzgt. Steier    | Hzgt. Steier    | Hzgt. Steier    | Hzgt. Steier    | Hzgt. Steier     | Bld. Steiermark | Bld. Steiermark | Bld. Steiermark | Bld. Steiermark | Bld. Steiermark | Bld. Steiermark |
| (Mon. Österr.) | (Mon. Österr.) | (Mon. Österr.) | (Mon. Österr.) | (Mon. Österr.) | (Kthm. Österr.) | (Kthm. Österr.) | (Kthm. Österr.) | (Kthm. Österr.) | (Kthm. Österr.) | (Österr.- Ugrn.) | (Rep. Österr.)  | (Rep. Österr.)  | (Rep. Österr.)  | (Rep. Österr.)  | (Rep. Österr.)  | (Rep. Österr.)  |
| 1527           | 1544           | 1572           | 1770           | 1782           | 1810            | 1812            | 1819            | 1837            | 1846            | 1869             | 1951            | 1961            | 1971            | 1981            | 1991            | 2001            |
| −              | −              | −              | 265            | 257            | 225             | 202             | 200             | 215             | 313             | 241              | 286             | 264             | 297             | 262             | 224             | −               |
| 27             | 22             | 32             | 42             | ∗39            | 42              | 42              | −               | 38              | −               | 34               | 43              | 46              | 64              | 72              | 77              | −               |

∗ 1770 und wieder 1812 wurden auch unbewohnte Häuser gezählt, kein faktischer Rückgang